# Zuid-Amerikaanse zeebeer
De Zuid-Amerikaanse zeebeer of zuidelijke zeebeer (Arctocephalus australis) behoort tot de familie van de oorrobben.

## Kenmerken
Zijn dikke vacht heeft hem de naam 'zeebeer' gegeven, maar diezelfde dikke vacht heeft er tevens voor gezorgd dat de dieren lange tijd bejaagd zijn geweest. Een typisch kenmerk van zeeberen is dat ze duidelijke uitwendige oren hebben. De mannelijke dieren kunnen tot ongeveer 1,80 meter lang worden en wegen dan circa 150 kilogram. De vrouwtjes blijven veelal 30 tot 50 centimeter kleiner en wegen vaak nog niet eens een derde van het gewicht van de mannetjes.

## Leefwijze
Hij eet inktvissen, kreeften, garnalen en vissen.

## Voortplanting
Evenals bij de Californische zeeleeuw komen hoogzwangere vrouwtjes van deze soort aan land om hun jong ter wereld te brengen. Ze komen dan terecht in een harem, werpen hun jong en worden snel daarop opnieuw gedekt.

## Verspreiding
Deze soort komt voor op de kusten en eilanden aan zowel de oost- als westkust van het zuiden van Zuid-Amerika.